# قائمة الأرقام القياسية العالمية في السباحة

الاتحاد الدولي للسباحة

تُعتمد الأرقام القياسية العالمية في السباحة من قِبل الاتحاد الدولي للسباحة (سابقا FINA)، وهي الهيئة الدولية المسؤولة عن رياضة السباحة. يمكن تسجيل هذه الأرقام في مسابح حوض سباحة بالحجم الأولمبي (٥٠ مترًا) أو قصيرة (٢٥ مترًا). وتعترف اللجنة بالأرقام القياسية العالمية في الفعاليات التالية للرجال والنساء، باستثناء سباقات التتابع المختلطة، حيث تتكون الفرق من سبّاحين وسبّاحتين، بأي ترتيب.

## المسافات الطويلة (50 متر)

### الأرقام القياسية للرجال
| الحدث                          | الوقت    |    | الاسم                                                                                          | البلد            | التاريخ                       | اللقاء                       | الموقع                  | المرجع        |
| ------------------------------ | -------- | -- | ---------------------------------------------------------------------------------------------- | ---------------- | ----------------------------- | ---------------------------- | ----------------------- | ------------- |
| 50 سباحة حرة                   | ٢٠٫٩١    |    | كالب دريسل                                                                                     | البرازيل         | 18 كانون الأول (ديسمبر) ٢٠٠٩  | بطولة البرازيل               | ساو باولو، البرازيل     | [ 3 ]         |
| 100 سباحة حرة                  | ٤٦٫٤٠    |    | بان زانل                                                                                       | الصين            | 31 تموز (يوليو) ٢٠٢٤          | الألعاب الأولمبية            | باريس، فرنسا            | [ 4 ]         |
| 200 سباحة حرة                  | ١:٤٢٫٠٠  |    | باول بيدرمان                                                                                   | ألمانيا          | 28 تموز (يوليو) ٢٠٠٩          | بطولة العالم للألعاب المائية | روما، إيطاليا           | [ 5 ]         |
| 400 سباحة حرة                  | ٣:٤٠٫٠٧  |    | باول بيدرمان                                                                                   | ألمانيا          | 26 تموز (يوليو) ٢٠٠٩          | بطولة العالم للألعاب المائية | روما، إيطاليا           | [ 6 ]         |
| 800 سباحة حرة                  | ٧:٣٢٫١٢  |    | تشانغ لين                                                                                      | الصين            | 29 تموز (يوليو) ٢٠٠٩          | بطولة العالم للألعاب المائية | روما، إيطاليا           | [ 7 ]         |
| 1500 سباحة حرة                 | ١٤:٣٠٫٦٧ |    | روبرت فينك                                                                                     | الولايات المتحدة | 4 آب (أغسطس) ٢٠٢٤             | الألعاب الأولمبية            | باريس، فرنسا            | [ 8 ]         |
| 50 سباحة ظهرية                 | ٢٢٫١١    | sf | كليمنت كوليسنيكوف                                                                              | روسيا            | 23 تشرين الثاني (نوفمبر) ٢٠٢٢ | بطولة روسيا                  | كازان، روسيا            | [ 9 ]         |
| 100 سباحة ظهرية                | ٥١٫٦٠    |    | توماس تشيكون                                                                                   | إيطاليا          | 20 حزيران (يونيو) ٢٠٢٢        | بطولة العالم                 | بودابست، المجر          | [ 10 ]        |
| 200 سباحة ظهرية                | ١:٥١٫٩٢  |    | آرون بيرسول                                                                                    | الولايات المتحدة | 31 تموز (يوليو) ٢٠٠٩          | بطولة العالم                 | روما، إيطاليا           | [ 11 ]        |
| 50 سباحة صدر                   | ٢٥٫٩٥    |    | آدم بيتي                                                                                       | بريطانيا العظمى  | 25 تموز (يوليو) ٢٠١٧          | بطولة العالم                 | بودابست، المجر          | [ 12 ]        |
| 100 سباحة صدر                  | ٥٦٫٨٨    |    | آدم بيتي                                                                                       | بريطانيا العظمى  | 21 تموز (يوليو) ٢٠١٩          | بطولة العالم                 | غوانغجو، كوريا الجنوبية | [ 13 ]        |
| 200 سباحة صدر                  | ٢:٠٥٫٤٨  |    | تشين هاييانغ                                                                                   | الصين            | 28 تموز (يوليو) ٢٠٢٣          | بطولة العالم                 | فوكوكا، اليابان         | [ 14 ]        |
| 50 سباحة فراشة                 | ٢٢٫٢٧    |    | أندريه غوفوروف                                                                                 | أوكرانيا         | 1 تموز (يوليو) ٢٠١٨           | كأس سيتي كولي                | روما، إيطاليا           | [ 15 ]        |
| 100 سباحة فراشة                | ٤٩٫٤٥    |    | كالب دريسل                                                                                     | الولايات المتحدة | 31 تموز (يوليو) ٢٠٢١          | بطولة العالم                 | طوكيو، اليابان          | [ 16 ]        |
| 200 سباحة فراشة                | ١:٥٠٫٣٤  |    | كريستوف ميلاك                                                                                  | المجر            | 21 حزيران (يونيو) ٢٠٢٢        | بطولة العالم                 | بودابست، المجر          | [ 17 ]        |
| 200 سباحة متنوعة               | ١:٥٢٫٦٩  | sf | ليون مارشان                                                                                    | فرنسا            | 30 تموز (يوليو) ٢٠٢٥          | بطولة العالم                 | سنغافورة، سنغافورة      | [ 18 ]        |
| 400 سباحة متنوعة               | ٤:٠٢٫٥٠  |    | ليون مارشان                                                                                    | فرنسا            | 23 تموز (يوليو) ٢٠٢٣          | بطولة العالم                 | فوكوكا، اليابان         | [ 19 ]        |
| 4 × 100 سباق تتابعسباحة حرة    | ٣:٠٨٫٢٤  |    | - مايكل فيلبس (٤٧٫٥١) - غاريت ويبر-غيل (٤٧٫٠٢) - كولن جونز (٤٧٫٦٥) - جيسون ليزاك (٤٦٫٠٦)       | الولايات المتحدة | 11 آب (أغسطس) 2008            | الألعاب الأولمبية            | بكين، الصين             | [ 20 ] [ 21 ] |
| 4 × 200 سباق تتابعسباحة حرة    | ٦:٥٨٫٥٥  |    | - مايكل فيلبس (١:٤٤٫٤٩) - ريكي بيرنز (١:٤٤٫١٣) - ديفيد والترز (١:٤٥٫٤٧) - ريان لوكتي (١:٤٤٫٤٦) | الولايات المتحدة | 31 تموز (يوليو) ٢٠٠٩          | بطولة العالم                 | روما، إيطاليا           | [ 22 ]        |
| 4 × 100 سباق تتابعسباحة متنوعة | ٣:٢٦٫٧٨  |    | - راين مورفي (٥٢٫٣١) - ميخائيل أندرو (٥٨٫٤٩) - كالب دريسل (٤٩٫٠٣) - زاك آبل (٤٦٫٩٥)            | الولايات المتحدة | 1 آب (أغسطس) ٢٠٢١             | الألعاب الأولمبية            | طوكيو، اليابان          | [ 23 ]        |

مفتاح الرموز: # – رقم قياسي بانتظار التصديق عليه من قبل الاتحاد الدولي للألعاب المائية
الأرقام القياسية التي لم تُسجل في النهائيات: h – تصفيات أولية؛ sf – نصف نهائي؛ r – تتابع

### السيدات
| الحدث                          | الوقت    |    | الاسم                                                                                                | البلد            | التاريخ                      | اللقاء                                    | الموقع                               | المرجع        |
| ------------------------------ | -------- | -- | --- | ---------------- | ---------------------------- | ----------------------------------------- | ------------------------------------ | ------------- |
| 50 سباحة حرة                   | ٢٣٫٦١    | sf | سارة سيوستروم                                                                                        | السويد           | 29 تموز (يوليو) ٢٠٢٣         | بطولة العالم                              | فوكوكا، اليابان                      | [ 24 ]        |
| 100 سباحة حرة                  | ٥١٫٧١    | r  | سارة سيوستروم                                                                                        | السويد           | 23 تموز (يوليو) ٢٠١٧         | بطولة العالم                              | بودابست، المجر                       | [ 25 ]        |
| 200 سباحة حرة                  | ١:٥٢٫٢٣  |    | أريارن تيتموس                                                                                        | أستراليا         | 12 حزيران (يونيو) ٢٠٢٤       | تصفيات الألعاب الأولمبية الأسترالية       | بريسبان، أستراليا                    | [ 26 ]        |
| 400 سباحة حرة                  | ٣:٥٤٫١٨  |    | سمر ماكنتوش                                                                                          | كندا             | ٧ يونيو ٢٠٢٥                 | تصفيات كندا                               | فيكتوريا، كندا                       | [ 27 ] [ 28 ] |
| 800 سباحة حرة                  | ٨:٠٤٫١٢  |    | كاتي ليدكي                                                                                           | الولايات المتحدة | ٣ مايو ٢٠٢٥                  | سلسلة TYR الاحترافية للسباحة              | فورت لودرديل، الولايات المتحدة       | [ 29 ]        |
| 1500 سباحة حرة                 | ١٥:٢٠٫٤٨ |    | كاتي ليدكي                                                                                           | الولايات المتحدة | 16 أيار (مايو) ٢٠١٨          | سلسلة سباقات TYR الاحترافية للسباحة       | إنديانابوليس، الولايات المتحدة       | [ 30 ]        |
| 50 سباحة ظهرية                 | ٢٦٫٨٦    |    | كايلي ماكيون                                                                                         | أستراليا         | 20 تشرين الأول (أكتوبر) ٢٠٢٣ | كأس العالم للسباحة في الألعاب المائية     | بودابست، المجر                       | [ 31 ]        |
| 100 سباحة ظهرية                | ٥٧٫١٣    |    | ريغان سميث                                                                                           | الولايات المتحدة | 18 حزيران (يونيو) ٢٠٢٤       | تصفيات الولايات المتحدة للألعاب الأولمبية | إنديانابوليس، الولايات المتحدة       | [ 32 ]        |
| 200 سباحة ظهرية                | ٢:٠٣٫١٤  |    | كايلي ماكيون                                                                                         | أستراليا         | 10 آذار (مارس) ٢٠٢٣          | بطولة ولاية نيوساوث ويلز                  | سيدني، أستراليا                      | [ 33 ]        |
| 50 سباحة صدر                   | ٢٩٫١٦    |    | روتا ميلوتيتي                                                                                        | ليتوانيا         | 30 تموز (يوليو) ٢٠٢٣         | كأس العالم للسباحة في الألعاب المائية     | فوكوكا، اليابان                      | [ 34 ]        |
| 100 سباحة صدر                  | ١:٠٤٫١٣  |    | ليلي كينغ                                                                                            | الولايات المتحدة | 25 تموز (يوليو) ٢٠١٧         | كأس العالم للسباحة في الألعاب المائية     | بودابست، المجر                       | [ 35 ]        |
| 200 سباحة صدر                  | ٢:١٧٫٥٥  |    | يفغينيا تشيكونوفا                                                                                    | روسيا            | 21 نيسان (أبريل) ٢٠٢٣        | بطولة روسيا للسباحة                       | كازان، روسيا                         | [ 36 ]        |
| 50 سباحة فراشة                 | ٢٤٫٤٣    |    | سارة سيوستروم                                                                                        | السويد           | 5 تموز (يوليو) ٢٠١٤          | بطولة السويد                              | بوراس، السويد                        | [ 37 ]        |
| 100 سباحة فراشة                | ٥٤٫٦٠    |    | غريتشن وولش                                                                                          | الولايات المتحدة | ٣ مايو ٢٠٢٥                  | سلسلة TYR الاحترافية للسباحة              | فورت لودرديل، الولايات المتحدة       | [ 38 ]        |
| 200 سباحة فراشة                | ٢:٠١٫٨١  |    | ليو زيغي                                                                                             | الصين            | 21 تشرين الأول (أكتوبر) ٢٠٠٩ | الألعاب الوطنية الصينية                   | جينان، الصين                         | [ 39 ]        |
| 200 سباحة متنوعة               | ٢:٠٥٫٧٠  |    | سمر ماكنتوش                                                                                          | كندا             | ٩, يونيو ٢٠٢٥                | تصفيات كندا                               | فيكتوريا (كولومبيا البريطانية)، كندا | [ 40 ]        |
| 400 سباحة متنوعة               | ٤:٢٣٫٦٥  |    | سمر ماكنتوش                                                                                          | كندا             | ١١, يونيو ٢٠٢٥               | تصفيات كندا                               | فيكتوريا (كولومبيا البريطانية)، كندا | [ 41 ]        |
| 4 × 100 سباق تتابعسباحة حرة    | ٣:٢٩٫٦٩  |    | - مولي أوكالاهان (٥٢٫٠٨) - شاينا جاك (٥١٫٦٩) - ميغ هاريس (٥٣٫٠١) - إيما مكيون (٥٢٫٩١)                | أستراليا         | 23 تموز (يوليو) ٢٠٢٣         | بطولة العالم                              | فوكوكا، اليابان                      | [ 42 ]        |
| 4 × 200 سباق تتابعسباحة حرة    | ٧:٣٧٫٥٠  |    | - مولي أوكالاهان (١:٥٣٫٦٦) - شاينا جاك (١:٥٥٫٦٣) - بريتني مكليان (١:٥٥٫٨٢) - أريارن تيتموس (١:٥٢٫٣٩) | أستراليا         | 27 تموز (يوليو) ٢٠٢٣         | بطولة العالم                              | فوكوكا، اليابان                      | [ 43 ]        |
| 4 × 100 سباق تتابعسباحة متنوعة | ٣:٤٩.٣٤  |    | - ريغان سميث (٥٧.٥٧) - كيت دوجلاس (١:٠٤.٢٧) - غريتشن وولش (٥٤.٩٨) - توري هاسك (٥٢.٥٢)                | الولايات المتحدة | 3 آب (أغسطس) ٢٠٢٥            | بطولة العالم                              | سنغافورة، سنغافورة                   | [ 44 ]        |

مفتاح الرموز: # – رقم قياسي بانتظار التصديق عليه من قبل الاتحاد الدولي للألعاب المائية
الأرقام القياسية التي لم تُسجل في النهائيات: h – تصفيات أولية؛ sf – نصف نهائي؛ r – تتابع

### تتابع مختلط
| الحدث                          | الوقت   |  | الاسم                                                                                 | البلد            | التاريخ           | اللقاء            | الموقع             | المرجع |
| ------------------------------ | ------- |  | ------------------------------------------------------------------------------------- | ---------------- | ----------------- | ----------------- | ------------------ | ------ |
| 4 × 100 سباق تتابعسباحة حرة    | ٣:١٨٫٨٣ |  | - جاك أليكسي (٤٦٫٩١) - باتريك سامون (٤٦٫٧٠) - كيت دوجلاس (٥٢٫٤٣) - توري هاسكي (٥٢٫٤٤) | الولايات المتحدة | 2 آب (أغسطس) ٢٠٢٥ | بطولة العالم      | سنغافورة، سنغافورة | [ 45 ] |
| 4 × 100 سباق تتابعسباحة متنوعة | ٣:٣٧٫٤٣ |  | - راين مورفي (٥٢٫٠٨) - نيك فينك (٥٨٫٢٩) - غريتشن وولش (٥٥٫١٨) - توري هاسك (٥١٫٨٨)     | الولايات المتحدة | 3 آب (أغسطس) ٢٠٢٤ | الألعاب الأولمبية | باريس، فرنسا       | [ 46 ] |

مفتاح الرموز: # – رقم قياسي بانتظار التصديق عليه من قبل الاتحاد الدولي للألعاب المائية
الأرقام القياسية التي لم تُسجل في النهائيات: h – تصفيات أولية؛ sf – نصف نهائي؛ r – تتابع

## حوض قصير (25 مترًا)

### الأرقام القياسية للرجال
| الحدث                          | الوقت    |    | الاسم                                                                                                 | البلد            | التاريخ                       | اللقاء                                | الموقع                            | المرجع |
| ------------------------------ | -------- | -- | --- | ---------------- | ----------------------------- | ------------------------------------- | --------------------------------- | ------ |
| 50 سباحة حرة                   | ١٩٫٩٠    | sf | جوردان كروكس                                                                                          | جزر كايمان       | 14 كانون الأول (ديسمبر) ٢٠٢٤  | بطولة العالم للألعاب المائية          | بودابست، المجر                    | [ 47 ] |
| 100 سباحة حرة                  | ٤٤٫٨٤    |    | كايل تشالمرز                                                                                          | أستراليا         | 29 تشرين الأول (أكتوبر) ٢٠٢١  | كأس العالم للسباحة في الألعاب المائية | قازان، روسيا                      | [ 48 ] |
| 200 سباحة حرة                  | ١:٣٨٫٦١  |    | لوك هوبسون                                                                                            | الولايات المتحدة | 15 كانون الأول (ديسمبر) ٢٠٢٤  | بطولة العالم للألعاب المائية          | بودابست، المجر                    | [ 49 ] |
| 400 سباحة حرة                  | ٣:٣٢٫٢٥  |    | يانيك أجنيل                                                                                           | فرنسا            | 15 تشرين الثاني (نوفمبر) ٢٠١٢ | بطولة فرنسا الوطنية                   | أنجيه، فرنسا                      | [ 50 ] |
| 800 سباحة حرة                  | ٧:٢٠٫٤٦  |    | دانيال ويفيبن                                                                                         | جمهورية أيرلندا  | ١٠ كانون الأول (ديسمبر) ٢٠٢٣  | بطولة أوروبا                          | أوطوبيني، رومانيا                 | [ 51 ] |
| 1500 سباحة حرة                 | ١٤:٠٦٫٨٨ |    | فلوريان ويلبروك                                                                                       | ألمانيا          | ٢١ كانون الأول (ديسمبر) ٢٠٢١  | بطولة العالم للألعاب المائية          | أبو ظبي، الإمارات العربية المتحدة | [ 52 ] |
| 50 سباحة ظهرية                 | ٢٢٫١١    |    | كليمنت كوليسنيكوف                                                                                     | روسيا            | 23 تشرين الثاني (نوفمبر) ٢٠٢٢ | ألعاب التضامن                         | قازان، روسيا                      | [ 53 ] |
| 100 سباحة ظهرية                | ٤٨٫٣٣    |    | كولمان ستيوارت                                                                                        | الولايات المتحدة | 29 آب (أغسطس) ٢٠٢١            | دوري السباحة الدولي                   | نابولي، إيطاليا                   | [ 54 ] |
| 200 سباحة ظهرية                | ١:٤٥٫٦٣  |    | ميتش لاركين                                                                                           | أستراليا         | 27 تشرين الثاني (نوفمبر) ٢٠١٥ | بطولة أستراليا                        | سيدني، أستراليا                   | [ 55 ] |
| 50 سباحة صدر                   | ٢٤٫٩٥    |    | إيمري ساكجي                                                                                           | تركيا            | 27 كانون الأول (ديسمبر) ٢٠٢١  | بطولة تركيا                           | غازي عنتاب، تركيا                 | [ 56 ] |
| 100 سباحة صدر                  | ٥٥٫٢٨    |    | إيليا شيمانوفتش                                                                                       | بيلاروس          | 26 تشرين الثاني (نوفمبر) ٢٠٢١ | دوري السباحة الدولي                   | آيندهوفن، هولندا                  | [ 57 ] |
| 200 سباحة صدر                  | ٢:٠٠٫١٦  |    | كيريل بريجودا                                                                                         | روسيا            | 13 كانون الأول (ديسمبر) ٢٠١٨  | بطولة العالم للألعاب المائية          | هانغتشو، الصين                    | [ 58 ] |
| 50 سباحة فراشة                 | ٢١٫٣٢    |    | نويه بونتي                                                                                            | سويسرا           | 11 كانون الأول (ديسمبر) ٢٠٢٤  | بطولة العالم للألعاب المائية          | بودابست، المجر                    | [ 59 ] |
| 100 سباحة فراشة                | ٤٧٫٧١    |    | نويه بونتي                                                                                            | سويسرا           | 14 كانون الأول (ديسمبر) ٢٠٢٤  | بطولة العالم للألعاب المائية          | بودابست، المجر                    | [ 60 ] |
| 200 سباحة فراشة                | ١:٤٦٫٨٥  |    | تومورو هوندا                                                                                          | اليابان          | 22 تشرين الأول (أكتوبر) ٢٠٢٢  | بطولة اليابان                         | طوكيو، اليابان                    | [ 61 ] |
| 100 سباحة متنوعة               | ٤٩٫٢٨    |    | كالب دريسل                                                                                            | الولايات المتحدة | 22 تشرين الثاني (نوفمبر) ٢٠٢٠ | دوري السباحة الدولي                   | بودابست، المجر                    | [ 62 ] |
| 200 سباحة متنوعة               | ١:٤٨٫٨٨  |    | ليون مارشان                                                                                           | فرنسا            | 1 تشرين الثاني (نوفمبر) ٢٠٢٤  | كأس العالم للسباحة في الألعاب المائية | سنغافورة، سنغافورة                | [ 63 ] |
| 400 سباحة متنوعة               | ٣:٥٤٫٨١  |    | دايا سيتو                                                                                             | اليابان          | 20 كانون الأول (ديسمبر) ٢٠١٩  | دوري السباحة الدولي                   | لاس فيغاس، الولايات المتحدة       | [ 64 ] |
| 4 × 50 سباق تتابعسباحة حرة     | ١:٢١٫٨٠  |    | - كالب دريسل (٢٠٫٤٣) - رايان هيلد (٢٠٫٢٥) - جاك كونغر (٢٠٫٥٩) - مايكل تشادويق (٢٠٫٥٣)                 | الولايات المتحدة | 14 كانون الأول (ديسمبر) ٢٠١٨  | بطولة العالم للألعاب المائية          | هانغتشو، الصين                    | [ 65 ] |
| 4 × 100 سباق تتابعسباحة حرة    | ٣:٠١٫٦٦  |    | - جاك أليسي (٤٥٫٠٥) - لوك هوبسون (٤٥٫١٨) - كيرين سميث (٤٦٫٠١) - كريس جيليانو (٤٥٫٤٢)                  | الولايات المتحدة | 10 كانون الأول (ديسمبر) ٢٠٢٤  | بطولة العالم للألعاب المائية          | بودابست، المجر                    | [ 66 ] |
| 4 × 200 سباق تتابعسباحة حرة    | ٦:٤٠٫٥١  |    | - لوك هوبسون (١:٣٨٫٩١) - كارسون فوستر (١:٤٠٫٧٧) - شاين كاساس (١:٤٠٫٣٤) - كيرين سميث (١:٤٠٫٤٩)         | الولايات المتحدة | 13 كانون الأول (ديسمبر) ٢٠٢٤  | بطولة العالم للألعاب المائية          | بودابست، المجر                    | [ 67 ] |
| 4 × 50 سباق تتابعسباحة متنوعة  | ١:٢٩٫٧٢  |    | - لورينزو مورا (٢٢٫٦٥) - نيكولو مارتينيني (٢٤٫٩٥) - ماتيو ريفولتا (٢١٫٦٠) - ليوناردو ديبلاانو (٢٠٫٥٢) | إيطاليا          | 17 كانون الأول (ديسمبر) ٢٠٢٢  | بطولة العالم للألعاب المائية          | ملبورن، أستراليا                  | [ 68 ] |
| 4 × 100 سباق تتابعسباحة متنوعة | ٣:١٨٫٦٨  |    | - ميـرون ليفينتسيف (٤٩٫٣١) - كيريل بريجودا (٥٥٫١٥) - أندري ميناكوف (٤٨٫٨٠) - إيغور كورنيف (٤٥٫٤٢)     | روسيا            | 15 كانون الأول (ديسمبر) ٢٠٢٤  | بطولة العالم للألعاب المائية          | بودابست، المجر                    | [ 69 ] |

|}
مفتاح الرموز: # – رقم قياسي بانتظار التصديق عليه من قبل الاتحاد الدولي للألعاب المائية
الأرقام القياسية التي لم تُسجل في النهائيات: h – تصفيات أولية؛ sf – نصف نهائي؛ r – تتابع

### السيدات
| الحدث                          | الوقت    |    | الاسم                                                                                            | البلد            | التاريخ                      | اللقاء                                | الموقع                            | المرجع |
| ------------------------------ | -------- | -- | ------------------------------------------------------------------------------------------------ | ---------------- | ---------------------------- | ------------------------------------- | --------------------------------- | ------ |
| 50 سباحة حرة                   | ٢٢٫٨٣    |    | غريتشن والش                                                                                      | الولايات المتحدة | 15 كانون الأول (ديسمبر) ٢٠٢٤ | بطولة العالم للألعاب المائية          | بودابست، المجر                    | [ 70 ] |
| 100 سباحة حرة                  | ٥٠٫٢٥    |    | كيت كامبل                                                                                        | أستراليا         | 26 تشرين الأول (أكتوبر) ٢٠١٧ | بطولة أستراليا                        | أديلايد، أستراليا                 | [ 71 ] |
| 200 سباحة حرة                  | ١:٥٠٫٣١  |    | شيوبان هاغي                                                                                      | هونغ كونغ        | ١٦ كانون الأول (ديسمبر) ٢٠٢١ | بطولة العالم للألعاب المائية          | أبو ظبي، الإمارات العربية المتحدة | [ 72 ] |
| 400 سباحة حرة                  | ٣:٥٠٫٢٥  |    | سمر ماكنتوش                                                                                      | كندا             | 10 كانون الأول (ديسمبر) ٢٠٢٤ | بطولة العالم للألعاب المائية          | بودابست، المجر                    | [ 73 ] |
| 800 سباحة حرة                  | ٧:٥٧٫٤٢  |    | كاتي ليدكي                                                                                       | الولايات المتحدة | ٥ تشرين الثاني (نوفمبر) ٢٠٢٢ | كأس العالم للسباحة في الألعاب المائية | إنديانابوليس، الولايات المتحدة    | [ 74 ] |
| 1500 سباحة حرة                 | ١٥:٠٨٫٢٤ |    | كاتي ليدكي                                                                                       | الولايات المتحدة | ٢٩ تشرين الأول (أكتوبر) ٢٠٢٢ | كأس العالم للسباحة في الألعاب المائية | تورونتو، كندا                     | [ 75 ] |
| 50 سباحة ظهرية                 | ٢٥٫٢٣    |    | ريغان سميث                                                                                       | الولايات المتحدة | 13 كانون الأول (ديسمبر) ٢٠٢٤ | بطولة العالم للألعاب المائية          | بودابست، المجر                    | [ 76 ] |
| 100 سباحة ظهرية                | ٥٤٫٠٢    | r  | ريغان سميث                                                                                       | الولايات المتحدة | 15 كانون الأول (ديسمبر) ٢٠٢٤ | بطولة العالم للألعاب المائية          | بودابست، المجر                    | [ 77 ] |
| 200 سباحة ظهرية                | ١:٥٨٫٠٤  |    | ريغان سميث                                                                                       | الولايات المتحدة | 15 كانون الأول (ديسمبر) ٢٠٢٤ | بطولة العالم للألعاب المائية          | بودابست، المجر                    | [ 78 ] |
| 50 سباحة صدر                   | ٢٨٫٣٧    | sf | روتا ميلوتيتي                                                                                    | ليتوانيا         | 17 كانون الأول (ديسمبر) ٢٠٢٢ | بطولة العالم للألعاب المائية          | ملبورن، أستراليا                  | [ 79 ] |
| 100 سباحة صدر                  | ١:٠٢٫٣٦  | =  | روتا ميلوتيتي                                                                                    | ليتوانيا         | 12 تشرين الأول (أكتوبر) ٢٠١٣ | بطولة العالم للألعاب المائية          | موسكو، روسيا                      | [ 80 ] |
| 100 سباحة صدر                  | ١:٠٢٫٣٦  | =  | اليا اتكينسون                                                                                    | جامايكا          | 6 كانون الأول (ديسمبر) ٢٠١٤  | بطولة العالم للألعاب المائية          | الدوحة، قطر                       | [ 81 ] |
| 100 سباحة صدر                  | ١:٠٢٫٣٦  | =  | اليا اتكينسون                                                                                    | جامايكا          | 26 آب (أغسطس) ٢٠١٦           | بطولة العالم للألعاب المائية          | شارتر، فرنسا                      | [ 82 ] |
| 200 سباحة صدر                  | ٢:١٢٫٥٠  |    | كيت داغلاس                                                                                       | الولايات المتحدة | 13 كانون الأول (ديسمبر) ٢٠٢٤ | بطولة العالم للألعاب المائية          | بودابست، المجر                    | [ 83 ] |
| 50 سباحة فراشة                 | ٢٣٫٩٤    | sf | غريتشن والش                                                                                      | الولايات المتحدة | 10 كانون الأول (ديسمبر) ٢٠٢٤ | بطولة العالم للألعاب المائية          | بودابست، المجر                    | [ 84 ] |
| 100 سباحة فراشة                | ٥٢٫٧١    |    | غريتشن والش                                                                                      | الولايات المتحدة | 14 كانون الأول (ديسمبر) ٢٠٢٤ | بطولة العالم للألعاب المائية          | بودابست، المجر                    | [ 85 ] |
| 200 سباحة فراشة                | ١:٥٩٫٣٢  |    | سمر ماكنتوش                                                                                      | كندا             | 12 كانون الأول (ديسمبر) ٢٠٢٤ | بطولة العالم للألعاب المائية          | بودابست، المجر                    | [ 86 ] |
| 100 سباحة متنوعة               | ٥٥٫١١    |    | غريتشن والش                                                                                      | الولايات المتحدة | 13 كانون الأول (ديسمبر) ٢٠٢٤ | بطولة العالم للألعاب المائية          | بودابست، المجر                    | [ 87 ] |
| 200 سباحة متنوعة               | ٢:٠١٫٦٣  |    | كيت داغلاس                                                                                       | الولايات المتحدة | 10 كانون الأول (ديسمبر) ٢٠٢4 | بطولة العالم للألعاب المائية          | بودابست، المجر                    | [ 88 ] |
| 400 سباحة متنوعة               | ٤:١٥٫٤٨  |    | سمر ماكنتوش                                                                                      | كندا             | 14 كانون الأول (ديسمبر) ٢٠٢٤ | بطولة العالم للألعاب المائية          | بودابست، المجر                    | [ 89 ] |
| 4 × 50 سباق تتابعسباحة حرة     | ١:٣٢٫٥٠  |    | - رانومي كروموفيديويو (٢٣٫٠٥) - ماييك دي وارد (٢٣٫١٦) - كيم بوش (٢٣٫٤٧) - فيمكه هيمسكيرك (٢٢٫٨٢) | هولندا           | 12 كانون الأول (ديسمبر) ٢٠٢٠ | كأس وودا                              | آيندهوفن، هولندا                  | [ 90 ] |
| 4 × 100 سباق تتابعسباحة حرة    | ٣:٢٥٫٠١  |    | - كيت داغلاس (٥٠٫٩٥) - كاثرين بيركوف (٥١٫٣٨) - أليكس شاكيل (٥٢٫٠١) - غريتشن والش (٥٠٫٦٧)         | الولايات المتحدة | 10 كانون الأول (ديسمبر) ٢٠٢٤ | بطولة العالم للألعاب المائية          | بودابست، المجر                    | [ 91 ] |
| 4 × 200 سباق تتابعسباحة حرة    | ٧:٣٠٫١٣  |    | - ألكسندرا والش (١:٥٣٫٢٥) - بيج مادن (١:٥٣٫١٨) - كيتي غريمز (١:٥٣٫٣٩) - كليير وينشتاين (١:٥٠٫٣١) | الولايات المتحدة | 12 كانون الأول (ديسمبر) ٢٠٢٤ | بطولة العالم للألعاب المائية          | بودابست، المجر                    | [ 92 ] |
| 4 × 50 سباق تتابعسباحة متنوعة  | ١:٤٢٫٣٥  |    | - مولي أوكالاهان (٢٥٫٤٩) - تشيلسي هودجز (٢٩٫١١) - إيما مكيون (٢٤٫٤٣) - ماديسون ويلسون (٢٣٫٣٢)    | أستراليا         | ١٧ ديسمبر ٢٠٢٢               | بطولة العالم للألعاب المائية          | ملبورن، أستراليا                  | [ 93 ] |
| 4 × 100 سباق تتابعسباحة متنوعة | ٣:٤٠٫٤١  |    | - ريغان سميث (٥٤٫٠٢) - ليلي كينغ (١:٠٣٫٠٢) - غريتشن والش (٥٢٫٨٤) - كيت داغلاس (٥٠٫٥٣)            | الولايات المتحدة | ١٥ ديسمبر ٢٠٢٤               | بطولة العالم للألعاب المائية          | بودابست، المجر                    | [ 94 ] |

|}
مفتاح الرموز: # – رقم قياسي بانتظار التصديق عليه من قبل الاتحاد الدولي للألعاب المائية
الأرقام القياسية التي لم تُسجل في النهائيات: h – تصفيات أولية؛ sf – نصف نهائي؛ r – تتابع

### تتابع مختلط
| الحدث                          | الوقت   |  | الاسم                                                                                               | البلد            | التاريخ        | اللقاء                       | الموقع           | المرجع |
| ------------------------------ | ------- |  | --------------------------------------------------------------------------------------------------- | ---------------- | -------------- | ---------------------------- | ---------------- | ------ |
| 4 × 50 سباق تتابعسباحة حرة     | ١:٢٧٫٣٣ |  | - ماكسيم غروسيت (٢٠٫٩٢) - فلوران مانودو (٢٠٫٢٦) - بيرول غاستالديلو (٢٣٫٠٠) - ميلاني هنيك (٢٣٫١٥)    | فرنسا            | ١٦ ديسمبر ٢٠٢٢ | بطولة العالم للألعاب المائية | ملبورن، أستراليا | [ 95 ] |
| 4 × 50 سباق تتابعسباحة متنوعة  | ١:٣٥٫١٥ |  | - راين مورفي (٢٢٫٣٧) - نيك فينك (٢٤٫٩٦) - كيت داغلاس (٢٤٫٠٩) - توري هوسكي (٢٣٫٧٣)                   | الولايات المتحدة | ١٤ ديسمبر ٢٠٢٢ | بطولة العالم للألعاب المائية | ملبورن، أستراليا | [ 96 ] |
| 4 × 100 سباق تتابعسباحة متنوعة | ٣:٣٠٫٤٧ |  | - ميروون ليفيتسيف (٤٨٫٩٠) - كيريل بريجودا (٥٤٫٨٦) - ارينا سوركوفا (٥٥٫٦٣) - داريا كليبيكوفا (٥١٫٠٨) | روسيا            | ١٤ ديسمبر ٢٠٢٤ | بطولة العالم للألعاب المائية | بودابست، المجر   | [ 97 ] |

|}
مفتاح الرموز: # – رقم قياسي بانتظار التصديق عليه من قبل الاتحاد الدولي للألعاب المائية
الأرقام القياسية التي لم تُسجل في النهائيات: h – تصفيات أولية؛ sf – نصف نهائي؛ r – تتابع